# James Innell Packer
James Innell Packer, bekannt als J. I. Packer (* 22. Juli 1926 in Twyning, Gloucester, England; † 17. Juli 2020 in Vancouver), war ein eingebürgerter kanadischer Theologe in der evangelikalen anglikanischen Tradition. Er schrieb über 40 Bücher, viele Artikel und wird als einer der einflussreichsten Evangelikalen des 20. Jahrhunderts angesehen. Er war Professor am Regent College in Vancouver. Er wurde 1973 bekannt für sein Buch Gott erkennen (englisch: Knowing God), von dem allein in Nordamerika über eine Million Exemplare verkauft wurden.

## Leben

### Kindheit, Jugend und Ausbildung
James Innell Packer war das ältere Kind von Dorothy und James Packer, eines Büroangestellten der Great Western Railway. Er hatte eine drei Jahre jüngere Schwester namens Margaret. Am 9. September 1933, als er sieben Jahre alt war, wurde er von einem Auto bei seiner Schule an der London Road angefahren und erlitt dabei eine schwere Kopfverletzung, die ihn körperlich beeinträchtigte. So erhielt er mit 15 Jahren statt eines gewünschten Fahrrads eine Schreibmaschine, die sein Leben weiter prägen sollte. Als einziger Schüler seines Jahrgangs lernte er Altphilologie an der Crypt School. Bei seinem Schulabschluss gewann er ein Stipendium für die Oxford-Universität, wo er 1948 den Bachelor of Arts machte. Während dieses Studiums begegnete er zum ersten Mal C. S. Lewis, dessen Lehre einen wichtigen Einfluss in seinem Leben haben sollte. Durch eine Predigt am 22. Oktober 1944 in der St. Aldate's Kirche in Oxford, die von Oxford Inter-Collegiate Christian Union, der Vorgängerorganisation von InterVarsity, veranstaltet wurde, wandte er sich einem persönlichen christlichen Glauben zu. Er lehrte eine kurze Zeit Altgriechisch am evangelikalen Oak Hill Theological College in London und begann 1949 an der Wycliffe Hall in Oxford Theologie zu studieren. In London besuchte er regelmäßig die Gottesdienste der Westminster Chapel, die der bekannte Prediger Martyn Lloyd-Jones leitete. 

### Berufstätigkeit in England
1952 wurde er zum Diakon, 1953 zum Priester der anglikanischen Kirche ordiniert und engagierte sich im evangelikalen Flügel der Church of England. Von 1952 bis 1954 war Packer Kurat einer Gemeinde in den Vororten Birminghams. In dieser Zeit konnte er auch einen ersten, zwölfseitigen Artikel mit dem Titel The Puritan Treatment of Justification by Faith (deutsch: Die Puritanische Betrachtung der Rechtfertigung durch den Glauben) in der Zeitschrift Evangelical Quarterly 24, Nr. 3, publizieren. 1955 promovierte er in Philosophie und schrieb über die Heilslehre des Puritaners Richard Baxter. Packer arbeitete zunächst sechs Jahre als Dozent in Tyndale Hall und danach am evangelikalen Forschungsinstitut Latimer Trust. 1955–61 gab er Vorlesungen in Tyndale Hall, einem evangelikalen College in Bristol. 1957 hielt er Vorträge vor Studenten in London, und InterVarsity gab daraus seine erste Schrift Fundamentalism and the Word of God heraus, die im ersten Jahr 20.000 mal verkauft wurde. 1961 und 1962 war er Bibliothekar des 1960 in Oxford von John Stott gegründeten Latimer Trust, einer anglikanischen evangelikalen Forschungsinstitution, deren Leitung er dann bis 1969 übernahm, und wo er bis zum Lebensende Ehrenpräsident war. 1970 wurde er Rektor von Tyndale Hall, und ab 1971 Konrektor des Trinity College, das aus dem Zusammenschluss der drei evangelikalen Colleges in Bristol entstanden war.
1977 war der damals noch britische Staatsbürger das einzige Gründungsmitglied des International Council on Biblical Inerrancy, der kein Bürger der Vereinigten Staaten war. In diesem Gremium war er federführend bei der Erstellung der Chicago-Erklärung über biblische Irrtumslosigkeit von 1978 und der Chicago-Erklärung für biblische Hermeneutik 1982, da er eine vermittelnde Rolle annahm.

### Berufstätigkeit in Kanada
1979 zog Packer nach Kanada, um am Regent College in Vancouver als Professor zu lehren, 1989 erhielt er dort den Lehrstuhl Sangwoo Youtong Chee Professor of Theology, den er bis zu seiner Emeritierung innehatte. 1996 wurde er als führender Theologe in den Vorstand dieses College berufen. Regent College hat zu seinen Ehren den J.I. Packer-Lehrstuhl eingerichtet. Er war Exekutivherausgeber von Christianity Today und steuerte oftmals Beiträge zu dieser Zeitschrift bei. Packer war Gesamtherausgeber für die English Standard Version, eine evangelikale Überarbeitung der Revised Standard Version, einer englischsprachigen Bibelübersetzung.
In Vancouver gehörte Packer als ehrenamtlicher Hilfsgeistlicher der konservativen Gemeinde St. John’s Shaughnessy an, die als größte anglikanische Gemeinde von Kanada galt, bis sie im Februar 2008 beschloss, die Anglikanische Kirche von Kanada zu verlassen. Seitdem betrachtet die Gemeinde sich als Teil der Iglesia Anglicana del Cono Sur de América, da sie seit dem Entscheid der Diözese, die Segnung gleichgeschlechtlicher Paare zu erlauben, sich nicht mehr mit dem Bischof und der Synode in Kommunion fühlten. Dieser Status ist jedoch umstritten, weil es das Prinzip der Territorialität der Ortskirchen, das ein wesentliches Prinzip des Anglikanismus seit der Reformation darstellt, untergräbt, und die Empfehlungen des Windsor Reports unterläuft. Packer begründete diesen Entschluss damit, dass der Entscheid der Diözese in diesem Kontext eine Verfälschung des Evangeliums sei, die Autorität der Schrift bestreite und die Erlösung von Mitmenschen gefährde.
Packer erblindete im Jahr 2015, sodass er nicht mehr selbst lesen und schreiben konnte. Sein letztes Werk The Heritage of Anglican Theology (deutsch: Das Erbe der anglikanischen Theologie), das er mit Hilfe seiner Frau aus den Vorlesungen am Regent College kurz vor seinem Ableben zusammenstellte, erschien nach seinem Tod im Jahr 2021.

## Theologie
Packer sah sich theologisch als Calvinist in der Tradition der Puritaner. Besonders die Schriften von John Owen prägten ihn nachhaltig.
Er war einer der wichtigsten Verfechter der biblischen Irrtumslosigkeit, lehnte jedoch jeden fundamentalistischen Biblizismus ab, insbesondere wenn es um die Beurteilung fremder Fachgebiete wie die Naturwissenschaften ging:

„I believe in the inerrancy of Scripture, and maintain it in print, but exegetically I cannot see that anything Scripture says, in the first chapters of Genesis or elsewhere, bears on the biological theory of evolution one way or the other. On that theory itself, as a non-scientist, watching from a distance the disputes of the experts, I suspend judgment, but I recall that B. B. Warfield was a theistic evolutionist. If on this count I am not an evangelical, then neither was he.“

„The fact that certain cultural and dispensational changes have changed the application of certain biblical passages to our time, as compared with the time when they were first written, must not be confused with the trustworthiness—that is, the inerrancy—of the passages themselves, as expressions of the truth and will of God for those to whom they were first addressed, and as applications of those unchanging truths about God and man which we also must apply, as God's wisdom leads us, to our own different situation.“

1978 gehörte er zu den Unterzeichnern des Chicago Statement on Biblical Inerrancy, das die Irrtumslosigkeit der Bibel bejahte.
Später hat er die ökumenische Bewegung unterstützt, glaubte jedoch, dass christliche Einheit nicht auf Kosten von orthodoxer protestantischer Doktrin gehen sollte. Dennoch hat er aufgrund seiner ökumenischen Fürsprache von manchen Konservativen Kritik geerntet, insbesondere nach der Veröffentlichung des Buchs Evangelicals and Catholics Together: Toward a Common Mission (Hrsg. Charles Colson, Richard J. Neuhaus), in dem Packer einen Beitrag schrieb.

## Familie
Am 17. Juli 1954 heiratete er die walisische Krankenschwester Kit Mullett, mit der später drei Kinder adoptierte. Zudem hatte er zwei Grosskinder.

## Schriften (Auswahl)
- Fundamentalism and the Word of God, InterVarsity 1958; Nachdruck 1984, ISBN 0-8028-1147-7.
  - Die Unfehlbarkeit (und Irrtumslosigkeit) der Bibel, Immanuel, Riehen 1995, ISBN 978-3-9520138-8-5 und VTR 2002, ISBN 978-3-933372-38-3.
- Evangelism and the Sovereignty of God, Inter-Varsity Press, Illinois 1961 und 1991, ISBN 0-8308-1339-X.
  - Prädestination und Verantwortung. Gott und Mensch in der Verkündigung, Brockhaus, Wuppertal 1964 und 2000, ISBN 978-3-417-29087-5.
- Knowing God, 1973; Nachdruck 1993, ISBN 0-8308-1650-X.
  - Gott erkennen. Das Zeugnis vom einzig wahren Gott, 1.–4. Auflage: Liebenzeller Mission, Liebenzell 1977–2005, ISBN 978-3-88002-041-2 und ISBN 978-3-921113-85-1; 5. Auflage: Herold 2014, ISBN 978-3-88936-075-5.
- Keep In Step With The Spirit: Finding Fullness In Our Walk With God, 1984; Nachdruck 2005, ISBN 0-8010-6558-5.
  - Auf den Spuren des Heiligen Geistes. Im Spannungsfeld zwischen Orthodoxie und Charismatik, Brunnen, Gießen 1999, ISBN 978-3-7655-2413-4.
- mit Thomas A. Howard: Christianity: The True Humanism, 1985, ISBN 1-57383-058-5.
- mit Klaus Bockmühl, David Bosch, René Padilla u. a.: The Best in Theology, Vol. 1, 1987.
- Rediscovering Holiness, 1992, ISBN 0-89283-734-9; Nachdruck: Crossway Books, Wheaton 2021, ISBN 978-1-43357-281-4.
  - Heiligkeit. One Way Medien 2001, ISBN 978-3-927772-69-4.
- A Quest for Godliness: The Puritan Vision of the Christian Life, 1994, ISBN 0-89107-819-3.
- Concise Theology: A Guide to Historic Christian Beliefs, 2001, ISBN 0-8423-3960-4.
- mit Thomas Oden: One Faith: The Evangelical Consensus, 2004, ISBN 0-8308-3239-4.
- Collected Shorter Writings, 4 Bände.
- The Redemption and Restoration of Man in the Thought of Richard Baxter, 2003, ISBN 1-57383-174-3 (basiert auf seiner Dissertation, 1954 Oxford).
- mit Priscilla D.M. Turner: Holy Homosex? CreateSpace Independent Publishing Platform, 2013, ISBN 978-1-48234-786-9.
- The Heritage of Anglican Theology, Crossway, Wheaton 2021, ISBN 978-1-43356-011-8.